# Floyd Dell
Floyd Dell est un journaliste, éditeur, critique littéraire, romancier, dramaturge et poète américain.

## Biographie
Après la Première Guerre mondiale, il publie son premier roman, Moon-Calf, qui devient un best-seller. En 1920, Moon-Calf a été imprimé à 38 500 exemplaires et réédité onze fois.
Il est connu en particulier pour sa pièce de théâtre Little Accident, jouée en 1928 à Broadway puis adaptée en film hollywoodien.
En 2015, il est intégré au Wall of Fame de la littérature de Chicago.